# Birgit Pettersson
Karin Birgit Pettersson, född 15 oktober 1928 i Stensele församling, Västerbottens län, död 11 maj 2015 i Lunds domkyrkoförsamling, Skåne län, var en svensk arkitekt. 
Pettersson, som var dotter till jägmästare Mats Estberg och Alma Granberg, avlade studentexamen i Lidingö 1946 och utexaminerades från Kungliga Tekniska högskolan 1952. Hon var anställd hos arkitekt Hans Åkerblad 1953–1960 och bedrev därefter egen arkitektverksamhet. Hon ingick 1951 äktenskap med professor, teknologie doktor Ove Pettersson. De är begravda på Norra kyrkogården i Lund.